# Vickers Medium Mark III
El Vickers Medium Mark III fue un tanque medio desarrollado en el Reino Unido durante el período de entreguerras.
Los prototipos del Medium Mark II fueron los tres A6 también conocidos como tanques de "16 toneladas" . A partir de las pruebas del A6, se construyeron tres Mark III y se pusieron en servicio con el ejército británico, pero debido al alto costo no se compraron más.

## Desarrollo

### A6 "Dieciséis toneladas"
En 1926, la Oficina de Guerra Británica quería reemplazar sus tanques Mark II existentes con un nuevo diseño. En mayo se solicitó la opinión del Royal Tank Corps Center, que presentó en julio. Uno de los requisitos era un límite de peso de 15,7 t (15 LT), lo que llevó al apodo de "16 toneladas". Otras especificaciones incluían que podría transportarse por ferrocarril, un suministro suficiente de aceite lubricante para igualar el rango del tanque (dictado por el combustible transportado), un equipo inalámbrico, un arma capaz de derrotar a la armadura enemiga en un rango de al menos 910 m, tanques de combustible externos a los compartimentos principales y blindaje inferior suficiente para resistir el fuego de ametralladoras pesadas, cuando estén expuestos a escalar una cresta. Además, la máquina debería ser lo más silenciosa posible, ya que con los modelos anteriores, el ruido del motor tendía a incapacitar a la tripulación.
La Oficina de Guerra agregó algunos requisitos adicionales: un compartimiento de motor separado; capacidad de dirección superior y 13 mm (0,5 plg) de armadura frontal con 9 mm (0,4 plg) de espesor para las otras placas.
En septiembre, Vickers, dada la orden de construir un prototipo, propuso un primer diseño basado en el Vickers A1E1 Independent, con el compartimento de combate en la parte delantera y el compartimento del motor en la parte trasera. Habría una torreta central para dos hombres con un cañón de 3 libras (47 mm) y una ametralladora coaxial; estaba destinado a albergar al comandante y un 'observador especial', con una cúpula para cada uno. En la parte delantera del casco se colocarían dos torretas de ametralladoras secundarias, cada una con ametralladoras gemelas Vickers . Se pretendía montar una tercera torreta para ametralladora en la parte trasera del vehículo, detrás de la torreta principal, que estaría armada con un arma antiaérea. Se necesitaba una tripulación de siete hombres. La armadura máxima sería 13 mm (0,5 plg) y armadura base 6,5 mm (0,3 plg), limitando el peso a catorce toneladas. Se utilizaron placas remachadas. El suministro total de combustible sería de 550 litros: diez galones en un pequeño tanque interior, alimentando el motor por gravedad; el resto en tanques externos en los guardabarros. Se indicaron dos opciones de motor, uno de 120 HP (89,5 kW) permitiría una velocidad de 22,5 km/h (14 mph) y uno de 180 HP (134,2 kW) elevaría la velocidad a 32,2 km/h (20 mph) .
El resultado fue dar al Estado Mayor el número A6 . En marzo de 1927 se presentó una maqueta de madera y, tras la aprobación, se encargó un segundo prototipo que debía incorporar la nueva caja de cambios de dirección epicicloidal Wilson de accionamiento hidráulico, predecesora de la caja de cambios Merrit- Brown . En junio de 1928, los vehículos A6E1 y A6E2 se presentaron al Establecimiento Experimental de Guerra Mecanizada para pruebas. En esta ocasión, se le ordenó a Vickers que agregara armadura en los faldones pero que se mantuviera dentro del límite de peso, incluso si eso significaba quitarse la armadura en otro lugar; También se había pedido el A6E3.
A6E1, A6E2 y A6E3 estaban equipados con un motor Armstrong Siddeley V8 de 180 hp refrigerado por aire dando una velocidad máxima de 41,8 km/h (26 mph) . A6E2 estaba equipado con un motor Ricardo de 180 hp, pero este motor no fue satisfactorio y el Armstrong-Siddeley fue reinstalado. A6E3 fue posteriormente rediseñado con el Thornycroft 6V 500 HP (372,9 kW), un motor marino de revoluciones lentas. Se propuso combinar dos motores Rolls-Royce Phantom con el sistema de transmisión Wilson en el A6E1, pero se rechazó por motivos de gastos. A6E2 finalmente se reacondicionó con el AS V8 de 180 hp.
Las armas se probaron en julio de 1928 y demostraron que la disposición de ametralladoras gemelas no funcionaba. El A6E3, en construcción, estaba equipado con un diseño simplificado con una sola ametralladora; también tenía una sola cúpula en la línea central de la torreta. La torreta AA se eliminó del A6E1, pero la suspensión y los arreglos de artillería eran claramente inferiores a los del Mark II. En 1929, Vickers presentó tres diseños de suspensión alternativos que se instalaron en los respectivos prototipos; el del A6E3 involucró una reconstrucción fundamental del casco, pero ninguno de los diseños proporcionó una plataforma de armas estable.

### Medium Mark III

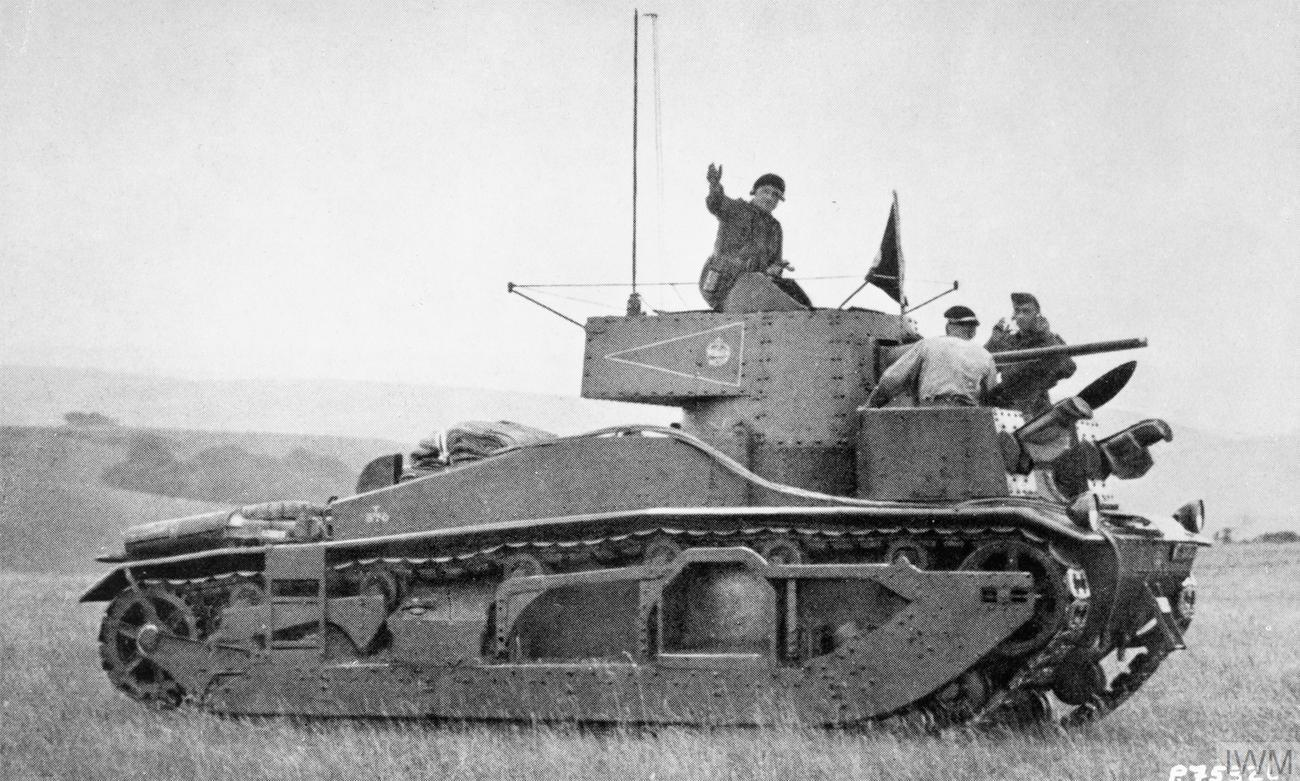
Un Medium III en uso como vehículo de mando

La decepción del A6 llevó al "Medium Mark III", que se ordenó en 1928 y se construyó a partir de 1930. Era similar al A6 pero presentaba una nueva torreta y un blindaje mejorado. La torreta tenía un mantelete de cañón plano y un bulto en la parte posterior para sostener el aparato de radio. Las torretas de ametralladoras secundarias se movieron más hacia el frente para cambiar el centro de gravedad del vehículo hacia adelante para mejorar su estabilidad y se instalaron frenos más grandes. En 1933 se completaron las pruebas de los dos primeros prototipos; la estructura era confiable y proporcionaba una buena plataforma de armas. Las fallas de la suspensión continuaron; a pesar de que la velocidad de la carretera aumentó a 48,3 km/h (30 mph), los bogies a menudo se sobrecargaban durante los viajes a campo traviesa. Se construyeron tres Mark III, E1, E2 y E3, uno por Vickers y dos por Royal Ordnance Factory en Woolwich. El tercero tenía una suspensión mejorada y en 1934, los vehículos fueron puestos en uso por el cuartel general de la Brigada de Tanques. No se realizaron pedidos debido a su alto precio; El Medium III E2 se perdió en un incendio. Se instaló un Mark III como vehículo de mando con una antena de radio adicional alrededor de la torreta. Este fue utilizado por el brigadier Percy Hobart para los ejercicios de Salisbury Plain durante 1934.